# Alfonso Scalzone
Alfonso Scalzone (Napoli, 11 giugno 1996) è un canottiere italiano.

## Biografia
È nipote del tiratore Angelo Scalzone, campione olimpico ai Giochi di Monaco di Baviera 1972 nel tiro al volo specialità piattello fossa.
Gareggia per il Canottieri Savoia di Napoli.
Ha iniziato a remare a livello professionale con Giuseppe Di Mare col quale ha vinto la medaglia d'oro nei due senza pesi leggeri ai campionati del mondo under 23 di Plovdiv, in Bulgaria.
Ai mondiali di Plovdiv 2018, insieme al compagno Giuseppe Di Mare, ha conquistato il titolo iridiato nella specialità del 2 senza pesi leggeri.
Agli europei di Lucerna 2019 ha vinto la medaglia d'oro nel 4 di coppia pesi leggeri, gareggiando coi connazionali Catello Amarante II, Lorenzo Fontana e Gabriel Soares.

## Palmarès
- Mondiali

Sarasota 2017, argento nel 2 senza pesi leggeri.
Plovdiv 2018: oro nel 2 senza persi leggeri.
Linz-Ottensheim 2019: argento nel 4 di coppia pesi leggeri.
- Europei

Račice 2017: bronzo nel 2 senza pesi leggeri.
Lucerna 2019: oro nel 4 di coppia pesi leggeri.